# Prix Ozias-Leduc
Le prix Ozias-Leduc, de la Fondation Émile-Nelligan, est un prix de création en arts visuels comportant une bourse de 25 000 $ canadiens. C'est un prix triennal qui a été décerné pour la première fois en 1992.
L'expression arts visuels signifie ici la peinture, la sculpture, la gravure, des installations, du land art, ainsi que de toute œuvre issue d'une discipline non comprise dans cette énumération mais que le jury, en choisissant le lauréat, reconnaîtra, de ce fait même, de manière finale, comme visée par ladite expression. Cependant l'architecture, la photographie, le cinéma et le vidéo sont exclus et ne peuvent faire l'objet, explicitement ou implicitement, de cette reconnaissance.
Ce prix ne peut être décerné qu'à un artiste citoyen du Canada né au Québec, ou à un artiste citoyen du Canada ayant sa résidence principale au Québec depuis au moins dix ans, même s'il n'y est pas né.
Le prix est attribué pour l'ensemble de l'œuvre d'un artiste à un moment quelconque de sa carrière et non pour une œuvre ou une réalisation en particulier. Il est accordé à un individu, quelles que soient les collaborations dont il a pu bénéficier. Il n'est décerné qu'à une seule personne. Par conséquent, il n'y a pas de prix de groupe ni de désignation ex æquo. 

## Liste des lauréats
- 1992 - Roland Poulin
- 1995 - Jana Sterbak
- 1998 - Rober Racine
- 2001 - Massimo Guerrera
- 2004 - Guy Pellerin
- 2007 - Serge Murphy
- 2010 - Raymond Gervais
- 2013 - Marie-Claude Bouthillier
- 2016 - Valérie Blass
- 2021 - François Morelli[2]